# Daniel Adam
Daniel Adam est un écrivain belge d'expression française né en 1955. Il est le père de la chanteuse Alix Leone.

## Biographie
Daniel Adam a étudié l'art dramatique au Conservatoire royal de Liège dans la section comédien animateur, dirigée par Max Parfondry. De 1975 à 1983, il anime et joue au sein de la Compagnie théâtrale Sang Neuf, dirigée par Lucien Froidebise. Il fonde en 1988 la Compagnie maritime, spécialisée dans le théâtre d'intervention. Ses pièces de théâtre ont été jouées en Belgique, en France, au Congo et au Burkina Faso.
En 2010, il est sélectionné comme finaliste du prix Victor-Rossel, finalement remporté par Caroline De Mulder.
En février 2012, il participe avec neuf autres auteurs à Bruxelles Midi, un recueil de nouvelles électronique édité par Onlit Éditions en collaboration avec BELA (la Bibliothèque en ligne des auteurs). L'exercice proposé à ces écrivains était de rédiger un récit sur la base de ces deux mots ; celui de Daniel Adam prend pour décor, ainsi que plusieurs autres du recueil, la Gare de Bruxelles-Midi (la plus grande de Belgique). Ce recueil est proposé gratuitement au téléchargement.

### Pièces de théâtre
- L’Homme devant la porte, in Démocratie Mosaïque 3 (collectif), Morlanwelz, Éditions Lansman, 1998.
- Ça ne changera rien ! (ou alors), Cuesmes, Éditions du Cerisier, 2010.
- Jobforlife.be, Cuesmes, Éditions du Cerisier, 2001.
- Six fois par mois (coécrite avec François Houart), Cuesmes, Éditions du Cerisier, 2004.
- L’Homme devant la porte, in Petites pièces pour dire le monde (collectif), Morlanwelz, Éditions Lansman, 2005.
- De trop ? (coécrite avec François Houart), Cuesmes, Éditions du Cerisier, 2009.
- Le Temps des Crises (coécrite avec François Houart), préface de Riccardo Petrella), Cuesmes, Éditions du Cerisier, 2009.
- Royal Boch la dernière défaïence, écriture avec les ouvriers de la manufacture Royal Boch, 2012, Cuesmes, Éditions du Cerisier
- Liker, avec Claude Lemay, 2017, Cuesmes, Éditions du Cerisier
- Et voilà le travail, (coécrite avec François Houart), 2019, Éditions du Cerisier

### Romans
- Lucid Casual, Jambes, Éditions Le Hêtre Pourpre, 2001.
- Une histoire tue, Cuesmes, Éditions du Cerisier, 2010.
- Eaux perdues, Bruxelles, Onlit Éditions, 2014  (ISBN 978-2-87560-053-0)
- Où dans le ciel ? Cuesmes, Éditions du Cerisier, 2021

### Nouvelles
- Envol, in Périple (collectif), Avin, Éditions Luce Wilquin, 2001.
- Une Machine de rouge', Bruxelles', Éditions Vista, 2002.
- La seule chose qui me manque, in La revue Politique, Bruxelles, 2011.
- Cette odeur inventée du chocolat, in Bruxelles Midi, Bruxelles, Onlit Éditions, 2012  (ISBN 978-2-87560-003-5).

### Autres
- Normalement (récit), in Métro Correspondance (collectif), Bruxelles, Éditions de Plateau, 2000.
- Les vieux sont plus beaux que nous (récit), in Centritudes, La Louvière, CCRC, 2004.
- La Louvière (récits basés sur des photos de l'Atelier de photographie des Arts et Métiers de La Louvière), Cuesmes, Éditions du Cerisier, 2006.
- Usine occupée (récit-photos réalisé en collaboration de Véronique Vercheval), La Louvière, Éditions L'Image et l'Écrit, 2009.
- Et le monde regarde, Liban, été 2006 (collectif - récit), 2006, Cuesmes, Éditions du Cerisier
- La seule chose qui me manque (nouvelle) in la revue Politique, mai 2011, Bruxelles
- On porte ses lèvres et ses doigts sur ceux qu'on aime... in Visions / Architectures publiques Volume 11 - 2015 FWB
- L'empreinte in (jaune) L'or de Mycènes, peintures de Dominiq Fournal , 2017
- 7h12 in Je ne connais pas le nom de la colère (collectif) , 2019, Centre du théâtre action, Houdeng Goegnies

## Prix et distinctions
- Grand prix de la Communauté française Fureur de Lire 2001 pour Envol
- Finaliste du prix Victor-Rossel 2010 pour Une histoire tue
- Prix Charles Plisnier 2011 pour Une histoire tue